# إذخر متغير
الإذْخِر المتغير (باللاتينية: Cymbopogon commutatus) نوع نباتي يتبع جنس الإذخر من الفصيلة النجيلية.

## الموئل والانتشار
موطن هذا النوع بلاد الشام.

## مرادفات للاسم العلمي
- (باللاتينية: Andropogon commutatus)